# Katharina xứ Sachsen-Lauenburg

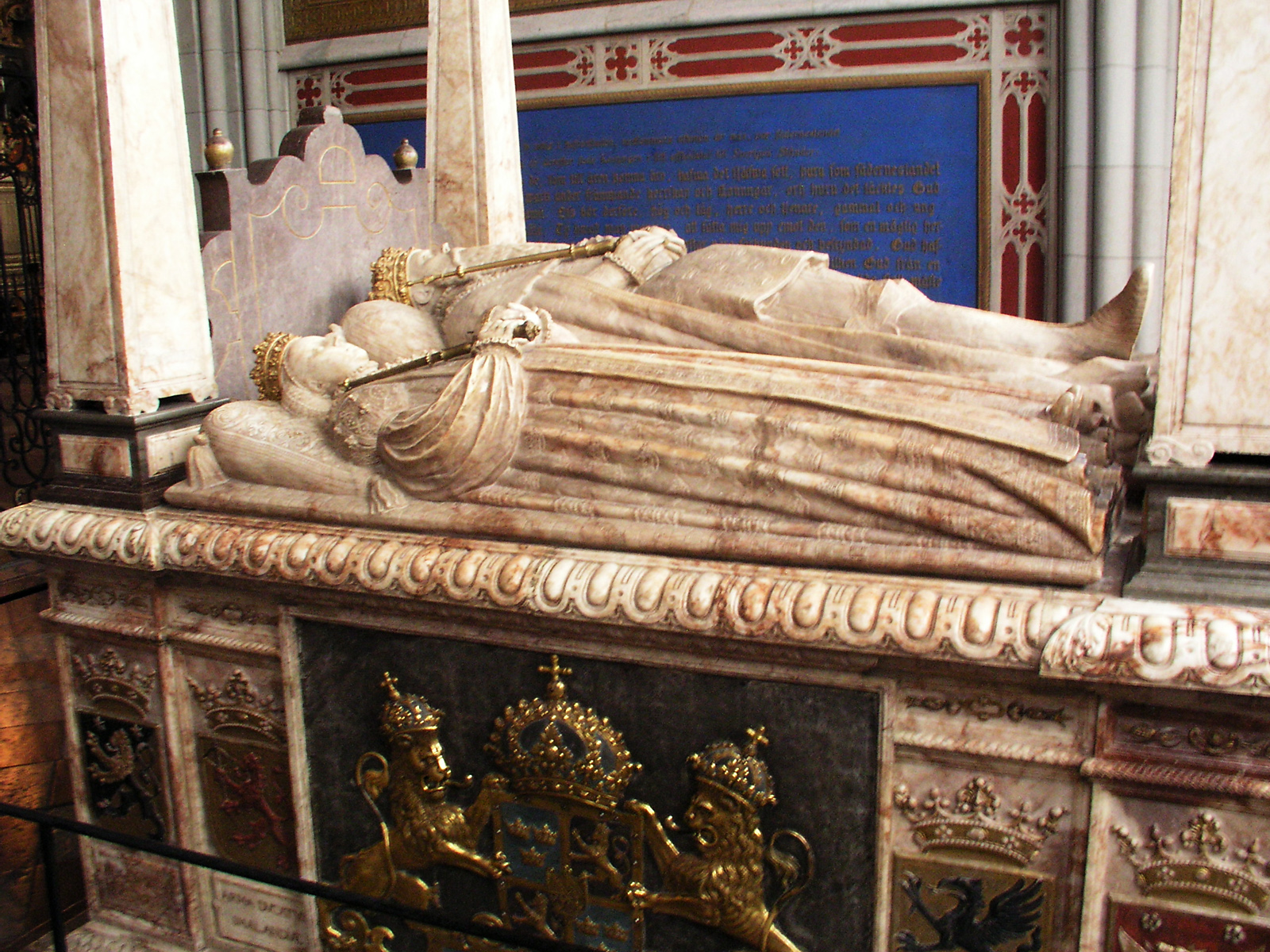
Gustav và Katharina

Katharina xứ Sachsen-Lauenburg (tiếng Thụy Điển: Katarina; 24 tháng 9 năm 1513 – 23 tháng 9 năm 1535) là người vợ đầu tiên của Gustav I của Thụy Điển và là Vương hậu Thụy Điển từ năm 1531 đến khi qua đời vào năm 1535.

## Cuộc đời
Katharina sinh ra tại Ratzeburg, là con gái của Magnus I, Công tước xứ Sachsen-Lauenburg và Katharina, con gái của Heinrich IV, Công tước xứ Braunschweig-Lüneburg . Cuộc hôn nhân của Katharina với Gustav I của Thụy Điển được sắp đặt vì lý do chính trị. Gustav mong muốn được kết hôn ngay sau khi lên ngôi vua Thụy Điển, và Nhà vua gặp thất bại trong các cuộc đàm phán kết hôn với Dorothea của Đan Mạch (cũng được Philipp xứ Hessen cầu hôn và là người được coi là có lợi hơn); Sophia xứ Mecklenburg; Anna xứ Pomerania (cha mẹ Anna cho rằng chế độ cai trị của Gustav quá bất ổn); và Jadwiga của Ba Lan (cha mẹ Jadwiga ngừng đàm phán vì Cải cách Thụy Điển), và cuối cùng Gustav được khuyên cân nhắc đến Công quốc Sachsen-Lauenburg.
Vào tháng 9 năm 1531, Katharina được hộ tống đến Thụy Điển trên một hạm đội bởi "các lãnh chúa và phu nhân cao quý nhất của vương quốc" do chị dâu tương lai của bà là Margareta cùng với chồng là Bá tước Johann VII xứ Hoya dẫn đầu, và lần đầu tiên gặp được người chồng tương lai Gustav.  Đám cưới của hai người được tổ chức tại Stockholm và ngày 24 tháng 9 năm 1531.

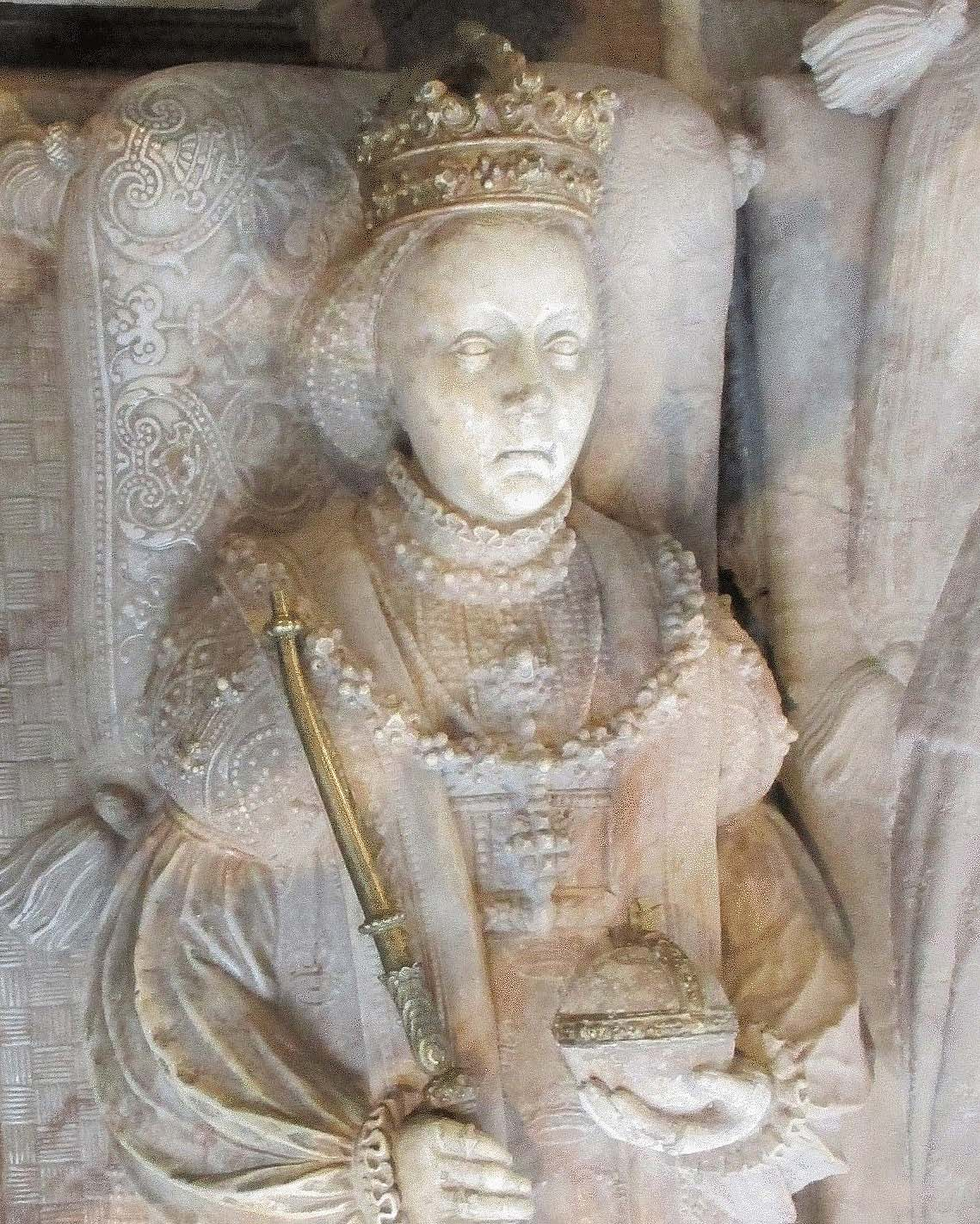
Hình nộm của Vương hậu Katharina

Rất ít thông tin được biết đến về con người của Katharina và quãng thời gian khi trở thành Vương hậu. Không có thông tin nào về các cận thần của bà, mặc dù Katharina được cho là mang theo những người hầu cận từ Đức sang ngoài những người hầu cận Thụy Điển, trong số đó có Margareta Leijonhufvud (người vợ tiếp theo của Gustav I). Theo tương truyền, Katharina được mô tả là người thất thường, lạnh lùng, u sầu và bất mãn, và cuộc hôn nhân của Vương hậu được mô tả là đầy sóng gió và không hạnh phúc. Tuy nhiên, không có thông tin đương thời nào nhắc về điều này. Vào ngày 13 tháng 12 năm 1533, Katharina đã hoàn thành nhiệm vụ quan trọng nhất với tư cách là Vương hậu, đó là hạ sinh người thừa kế ngai vàng là Erik XIV tương lai.
Vào tháng 9 năm 1535, trong một buổi dạ hội được tổ chức để vinh danh anh rể Christian III của Đan Mạch đang thăm triều đình Thụy Điển, Vương hậu Katharina đã ngã khi đang mang thai trong một buổi khiêu vũ với vị Quốc vương Đan Mạch. Cú ngã khiến Katharina phải nằm liệt trên giường và dẫn đến những biến chứng, và Vương hậu đã qua đời vào ngày 23 tháng 9 cùng với đứa con ở trong bụng.
Vào thời điểm bà qua đời, Gustav I đang tham gia vào Cuộc chiến của Bá tước, và các đối thủ của ông là Lübeck và Rostock tung tin đồn rằng Gustav đã giết chết Katharina bằng cách đánh vào đầu bằng một cây gậy bạc, sau khi một điệp viên báo cáo rằng Vương hậu đã vu khống ông với Christian trong khi khiêu vũ. Việc khai quật bộ xương của Katharina được thực hiện vào những năm 1940 không cho thấy dấu hiệu của bất kỳ thương tích nào, và gia đình Vương hậu không bao giờ đưa ra lời buộc tội nào. Hơn nữa, chính Christian III đã xác nhận sự suy sụp nghiêm trọng của Vương hậu Katharina trong những bức thư riêng, mặc dù bản thân Christian không hề ưa Gustav Vasa.
Trong các tác phẩm lịch sử tương truyền, Vương hậu Katharina bị gắn với danh tiếng xấu và thường được coi là tấm gương xấu, trái ngược với người vợ thứ hai của Gustav I là Margareta, người được coi là một Vương hậu lý tưởng và hoàn hảo.